# Сомпху
Сомпху́ (также Сом Пху, Сомпу, Сом Пу; 1486 год — 1501 год) — король первого лаосского государства Лансанг в 1495—1500 годах. Представитель династии Кхунло.
Родился в столице государства Лангсанг городе Луангпхабанге (в то время город носил название Муанг Сава). Старший сын короля Лансентхая Пуванарта. Получил домашнее образование. Коронован после смерти отца в 1495 году. Полное тронное имя — Самдач Брхат Анья Чао Джумбуя Раджа Сри Садхана Канаюдха.
До достижения совершеннолетия в 1497 году правил при регентстве своего дяди, младшего брата отца Висунарата, занимавшего при Лансентае Пуванарте пост верховного министра. В 1500 году был низложен Висунхаратом, провозгласившим себя королём. Умер в 1501 году в Луангпхабанге.